# Liste der Biografien/Deld
Liste der Biografien |
Portal Biografien |
Personensuche
# |
A |
B |
C |
D |
E |
F |
G |
H |
I |
J |
K |
L |
M |
N |
O |
P |
Q |
R |
S |
T |
U |
V |
W |
X |
Y |
Z |
?
 
Da |
Db |
Dc |
Dd |
De |
Dg |
Dh |
Di |
Dj |
Dk |
Dl |
Dm |
Dn |
Do |
Dq |
Dr |
Ds |
Du |
Dv |
Dw |
Dy |
Dz
 
De A |
De B |
De C |
De D |
De E |
De F |
De G |
De H |
De J |
De K |
De L |
De M |
De N |
De P |
De Q |
De R |
De S |
De T |
De V |
De W |
De Y |
De Z 

Dea |
Deb |
Dec |
Ded |
Dee |
Def |
Deg |
Deh |
Dei |
Dej |
Dek |
Del |
Dem |
Den |
Deo |
Dep |
Deq |
Der |
Des |
Det |
Deu |
Dev |
Dew |
Dex |
Dey |
Dez
 
Dela |
Delb |
Delc |
Deld |
Dele |
Delf |
Delg |
Delh |
Deli |
Delj |
Delk |
Dell |
Delm |
Deln |
Delo |
Delp |
Delr |
Dels |
Delt |
Delu |
Delv |
Delw |
Dely |
Delz
Die Liste der Biografien führt alle Personen auf, die in der deutschsprachigen Wikipedia einen Artikel haben. Dieses ist eine Teilliste mit 11 Einträgen von Personen, deren Namen mit den Buchstaben „Deld“ beginnt.

## Deld

### Delde
- Delden, Anna Margarethe van (1858–1938), Oberin des ersten Diakonieseminars des Evangelischen Diakonievereins in Elberfeld
- Delden, Elsebe van († 1458), Prokuristin im Kloster Diepenveen
- Delden, Gerrit van (1842–1925), deutscher Chemiker und Textilindustrieller
- Delden, Hendrik van (1872–1950), deutscher Baumwollspinnerei- und Zwirnereibesitzer
- Delden, Lex van (1919–1988), niederländischer Komponist und Musikkritiker
- Delden, Rembert van (1917–1999), deutscher Textilkaufmann und Politiker (CDU), MdB
- Delden, Willy van (1890–1977), deutscher Textilfabrikant
- Delden, Ysaak van (1859–1939), deutscher Textilfabrikant, Mitbegründer der Westfälischen Jutespinnerei und Weberei
- Delderfield, R. F. (1912–1972), britischer Dramatiker und Romanschriftsteller
- Deldevez, Edouard (1817–1897), französischer Komponist, Violinist und Dirigent

### Deldi
- Deldicque, Mathieu (* 1987), französischer Kunsthistoriker, Konservator und Museumsleiter